# 大草滩镇
大草滩镇，是中华人民共和国甘肃省定西市漳县下辖的一个乡镇级行政单位。
2016年，甘肃省民政厅批复同意撤销大草滩乡，设立大草滩镇。

## 行政区划
大草滩镇下辖以下地区：
新联村、晨光村、三友村、大草滩村、酒店村、小林沟村、石咀沟村和北沟寺村。